# 24818 Menichelli
24818 Menichelli (1994 WX) là một tiểu hành tinh vành đai chính được phát hiện ngày 23 tháng 11 năm 1994 bởi L. Tesi và A. Boattini ở San Marcello Pistoiese.